# جاکومو کالو
جاکومو کالو (انگلیسی: Giacomo Calò؛ زادهٔ ۵ فوریهٔ ۱۹۹۷) بازیکن فوتبال اهل ایتالیا است.
از باشگاه‌هایی که در آن بازی کرده‌است می‌توان به باشگاه فوتبال سمپدوریا اشاره کرد.